# Барабинский диалект
Бара́бинский диале́кт (тат. Бараба диалекты) — один из диалектов сибирско-татарского или же татарского языка, на котором говорят барабинцы, живущие на Барабинской низменности в России. Согласно другим точкам зрения: самостоятельный язык поволжско-кыпчакской подгруппы кыпчакских языков. Письменных памятников не имеет, принята запись транскрипцией или на литературном татарском языке.

## Исследования
Согласно исследованиям Л. В. Дмитриевой, барабинский принадлежал к той группе кыпчакских языков и диалектов Сибири, которые сочетали в себе особенности двух языковых групп — волжско-уральской (татарский, башкирский с их диалектами) и казахско-алтайской (казахский, алтайский языки с их диалектами). А. П. Дульзон, как и другие ученые, также выделял язык барабинцев из числа диалектов сибирских татар. Он отмечает общие черты в языках барабинцев и чулымских тюрков.

## Фонология

### Согласные
|                    | Губные  | Зубные | Палатальные | Велярные | Увулярные | Глоттальные |
| ------------------ | ------- | ------ | ----------- | -------- | --------- | ----------- |
| Взрывные           | p b     | t d    |             | k ɡ      | q         |             |
| Африккаты          |         | ts     | tʃ          |          |           |             |
| Фрикативные        | (f) (v) | s (z)  | ʃ (ʒ)       | x ɣ      |           | h           |
| Носовые            | m       | n      |             | ŋ        |           |             |
| Боковые скольжащие |         | l      |             |          |           |             |
| Вибративные        |         | r      |             |          |           |             |
| Полугласные        | w ɥ     |        | j           |          |           |             |

### Гласные
|         | Передние | Средние | Задние |
| ------- | -------- | ------- | ------ |
| Верхние | i y      |         | ɯ u    |
| Средние | e ø      | ë ø̈ ö   | o      |
| Нижние  | æ        |         | a      |